# Црква Свете Петке у Врању
Црква Свете Петке позната је и као Крстата џамија и налази се у близини Белог моста у близини Врањске реке. Датира из 13. века као средњовековна српска црква. За време Турака, црква је претворена у џамију тако што је дограђен минарет, али су Турци оставили крст, па је народ прозвао Крстата џамија. Након ослбођења Врања, устаници су порушили осам џамија у граду, а међу њима и ову. ускоро је на рушевинама саграђена црква Свете Петке.

## Историја
Невелика црквица посвећена Светој великомученици Петки Трнови налази се у врањском насељу Тулбе, поред Врањске реке, у близини Белог моста (моста љубави).
Црква Свете Петке Трнове , према предању, саграђена је у Врању, у раном средњем веку. Темељи испред цркве , који су од камења потичу из 13. века и под заштитом су државе. Након освајања Врања од стране Турака , црква је проширена, јер су се касније у том делу вароши населили најбогатији Турци – аге и бегови. Одлучили су да саграде џамију на зидинама православне богомоље. Када су почели да граде минарет, што би дању саградили, ноћу би се само срушило. Један од виђенијих Турака предложио је да се у зидине утисне крст и да виде шта ће се тада десити. Када су утиснули крст у зид, од тада се више ништа није срушило. Саградили су џамију која се до дана данашњег код Врањанаца назива Крстата џамија. Постојала је све до 1878. године када је Врање ослобођено од Турака. Тада су српски устаници порушили чак осам џамија у граду, а међу њима и ову. Убрзо је на рушевинама саграђена црква Свете Петке, много мања од првобитне, чак једна од најмањих у Србији.
Постоје и записи који говоре о томе да негде у зидинама постоје мошти неког од светаца, па је због тога толико благодатна. 
Наравно, као и свака прича, и ова има неколико верзија. По једној четири минарета постављена су тако да чине крст. По другој, што звучи невероватно, на врх минарета је постављен крст. Највероватнија је ипак ова која каже да је у основу утиснут крст и да је касније градња текла без проблема.
Ходочашће у цркву Свете Петке Трнове никад није престајало, од времена под Турцима, у времену комунизма, па до данас. У њу су по исцелитељство долазили људи свих вера: православци, муслимани, Јевреји и католици, од Ниша, до Врања, па преко Косова и Метохије до Македоније. Наравно и верници из северне Грчке и југоисточне Бугарске.

## Велики петак
Црква Света Петка није необична само по својој историји. Највећи број верника овде се не окупља на Свету Петку, већ на Велики петак. Кажу да је и то заслуга Турака. Петак је дан када се они одмарају, а Срби су тај дан користили да дођу у своју некадашњу цркву, рачунајући да их Турци неће дирати на свети дан. Тако је остало и до дана данашњег па више хиљада људи из Врања и околине прође кроз цркву Свете Петке Трнове на Велики петак, да прими дар Божји - миропомазање, освећену водицу, поклони се икони распећа и умије и попије воду са чесме у дворишту. У тишини се улази у омању црквицу где се целива икона и врши миропомазање од стране свештеника врањске Епархије. Када се изађе из цркве, други свештеник ошкропи вернике свећеном водицом три пута. Целива се молитвени крст у његовим рукама, крсти се и креће двориштем кружно слева надесно. Након тога прилази се у челу невеликог дворишта икони Распећа Христовог , где се целива и клања. Људи доносе и остављају разне дарове, једни за оздрављење својих најближих, а други за здравље укућана. Након остављања дарова, кружи се до чесме где се пије вода и умива лице.  Након тога се пале свеће за живе и мртве и излази из црквице.

## Веровања, обичаји и предања

### Чудотворна вода
Воду са овдашње чесме верници сматрају чудотворном и лековитом. Они који су је пробали тврде да помаже бољем виду и лечи и друге болести, уз молитву и придржавање божјих правила.

### Целив диреку
Према предању, у време турске власти у дворишту џамије био један дирек и клесан камен у облику плоче. Сви верници су целивали тај дирек и накратко седали на камен. Сматра се да је ту Бог даривао благодет за разна исцељења. Старији Врањанци су причали да је поред дирека у тадашњој џамији био степеник помоћу кога се силазило у малу укопану просторију са крстом и извором воде. Према речима једног верника, крст су целивали верници свих вера, а вода се пила, захватала у тестије и носила кући.
Са страхопоштовањем се међу верницима препричава предање по коме се, у турско време, у некој богатој српској породици у Призрену разболео син јединац. Несрећне родитеље је неко посаветовао да момка пребаце до Врања и доведу у Крстату џамију. Саветовао им је да пољуби дирек у дворишту. Урадили су све како им је речено, а исцрпљени младић је легао на камен и заспао. Када се после два сата пробудио тражио је од мајке воде, а онда скочио на ноге и узвикнуо: “Мајко, ја сам оздравио”!